# Weuda
Weuda és una població de Sri Lanka, a la província del Nord-oest, districte de Kurenegala. Es troba a uns 25 km al nord-oest de Kandy.
El 12 de febrer de 1765 els holandesos van derrotar-hi els singalesos i van ocupar la població.